# Bolsas y Mercados Españoles
Bolsas y Mercados Españoles (BME, BMAD BME) és una societat que integra els principals mercats de valors i sistemes financers a Espanya. És la plataforma líder de contractació de títols, tot i que no és el mercat de valors espanyol en si mateix. Té la seva seu institucional al Palau de la Borsa de Madrid.
El 14 de juliol de 2006 BME va realitzar una Oferta Pública de Venda d'accions i va començar a cotitzar en borsa, passant en aquell moment de tenir 125 accionistes a tenir-ne més de 80.000.
El novembre de 2019, la borsa suïssa (SIX Group) va llançar una Oferta pública d'Adquisició (OPA) sobre el 100% del capital de BME. L'11 de juny de 2020 fou finalment acceptada pel 93% del capital, amb la qual cosa, atès que requeria només un mínim del 50%, va poder fer-se efectiva per un import global de 2.569,14 milions d'euros.
Anteriorment, el 26 de març de 2020, la Comissió Nacional del Mercat de Valors havia aprovat l'OPA, amb la condició que es mantingués un mínim de 10 anys el mecanisme de compensació de BME a Espanya i, indefinidament, la seva seu social.
Antonio Zoido en va ser el president des de la creació de l'empresa el 2002 fins l'OPA per part de Six Group.

## Estructura Societària
Les principals societats que componen Borses i Mercats Espanyols són:
- Borsa de Madrid
- Borsa de Barcelona
- Borsa de Bilbao
- Borsa de València
- Latibex
- Sociedad de Bolsas, que gestiona i opera el Sistema d'Interconnexió Borsària Espanyol (SIBE).
- MEFF AIAF SENAF Holding de Mercados Financieros, S.A, un holding que comprèn: 
  - Mercat Oficial de Futurs i Opcions Financers a Espanya (MEFF)
  - Mercat espanyol de Deute Corporatiu (AIAF)
  - Plataforma electrònica de negociació de Deute Públic (SENAF).
  - MEFF Clear
- Iberclear
- BME Consulting, la divisió de consultoria de la companyia.
- Mercat Alternatiu Borsari (MAB)
- Infobolsa